# 휴먼 스토리 당신의 WHY
휴먼 스토리 당신의 WHY는 대한민국의 MBC 교양 프로그램이다. 2010년 7월 15일, 파일럿 방송이 방송되었다. 진행자는 박명수이다. 아직 정규편성 계획이 진행 중이다.